# گول تپه کولی
گول تپه کولی مربوط به اوایل هزاره دوم و۱ قبل از میلاد است و در شهرستان مشگین‌شهر، دهستان قوشه، روستای کولی واقع شده و این اثر در تاریخ ۷ مهر ۱۳۸۱ با شمارهٔ ثبت ۶۱۹۳ به‌عنوان یکی از آثار ملی ایران به ثبت رسیده است.